# Saint-Hellier
Saint-Hellier é uma comuna francesa na região administrativa da Normandia, no departamento de Sena Marítimo. Estende-se por uma área de 14,46 km². Em 2010 a comuna tinha 486 habitantes (densidade: 33,6 hab./km²).